# Nikki, Benin
Nikki este un oraș din departamentul Borgou, Benin.